# Red eye (boisson)
Pour les articles homonymes, voir Red Eye.
Un red eye (littéralement œil rouge) est un café dans lequel l'expresso est mélangé à du café filtre.

## Variantes
Ce breuvage est également appelé red eye, black eye ou dead eye en ajoutant respectivement une, deux ou trois doses d'expresso.
Le nom black eye (« œil au beurre noir ») est dû au cercle noir formé par le café versé sur la crème, le nom red eye vient de la dose supplémentaire ajoutée pour rester éveillé après un red eye flight (vol de nuit en anglais) de la Côte Ouest des États-Unis à New York.
Ce café est également appelé Canadiano lorsque c'est le café filtre qui est ajouté à l'expresso.

## Autres boissons
Au Canada, le red eye est souvent bu avec du jus de tomate ou de la bière et du clamato (boisson faite de jus de tomate concentré, de bouillon de palourde et d'épice).